# Rio Deluţ (Strâmbu-Băiuţ)
O Rio Deluţ é um rio da Romênia, afluente do Strâmbu-Băiuţ, localizado no distrito de Maramureş.